# Tim Albutat
Tim Albutat (* 23. September 1992 in Taunusstein) ist ein ehemaliger deutscher Fußballspieler.

## Leben
Albutat beendete seine Schulzeit 2011 mit Abitur. Von 2012 bis 2013 war er als Küchenhilfe in einem Freiburger Restaurant tätig.

## Karriere

### Vereine
In seiner Jugend spielte Albutat beim SV Wehen Wiesbaden in seiner Heimatstadt Taunusstein. Mit 15 Jahren fiel er dem SC Freiburg bei einem Sichtungsturnier auf, woraufhin er mit seinem Vereinskollegen Alexander Schwolow in den Breisgau wechselte. Mit der A-Jugend Freiburgs gewann er in der Saison 2010/11 den DFB-Junioren-Vereinspokal. Im Finale gegen den Nachwuchs Hansa Rostocks führte er seine Mannschaft als Kapitän aufs Feld und verwandelte im Elfmeterschießen den letzten und entscheidenden Elfmeter.
Seit der Saison 2010/11 steht er im Regionalligakader der zweiten Freiburger Mannschaft. Die Mannschaft führt er seit einiger Zeit auch als Kapitän an. Sein Debüt in der Fußball-Bundesliga gab er am 11. Mai 2013 beim Spiel gegen die SpVgg Greuther Fürth, als er gegen Ende des Spiels für Cédric Makiadi eingewechselt wurde.
In den Profikader zur Saison 2013/14 wurde er nicht aufgenommen, allerdings bestritt er für die erste Mannschaft ein Spiel in der Bundesliga sowie zwei Spiele in der Europa League, darunter eines gegen den FC Sevilla. Weiterhin spielte er für die viertklassige Zweitvertretung der Freiburger. Am 17. Mai 2014 wurde er verabschiedet, nachdem er sein letztes Heimspiel für die Mannschaft absolvierte.
Wegen der großen Konkurrenzsituation im defensiven Mittelfeld unterschrieb er in der darauffolgenden Transferperiode einen Zweijahresvertrag beim drittklassigen MSV Duisburg. Dieser vereinbarte mit dem SC Freiburg ein Leihgeschäft inklusive Kaufoption. Beim MSV konnte er sich einen Platz in der ersten Elf erkämpfen und schaffte mit der Mannschaft 2015 den Aufstieg in die 2. Bundesliga, stieg im Jahr darauf aber mit dem MSV gleich wieder ab. Zur Spielzeit 2016/17 erwarb der MSV Duisburg die Transferrechte an Albutat und stattete ihn mit einem Vertrag bis zum 30. Juni 2019 aus. Mit dem MSV stieg er als Drittligameister 2017 erneut in die zweite Liga auf und zwei Jahre später wieder ab.
Zur Saison 2020/21 wechselte er zum Ligakonkurrenten KFC Uerdingen 05 und unterschrieb dort einen Vertrag bis Sommer 2022. Albutat kam 19-mal (18-mal von Beginn) in der 3. Liga zum Einsatz und erzielte ein Tor. Der KFC erreichte auf dem 16. Platz zwar den sportlichen Klassenerhalt, jedoch konnte der insolvente KFC nicht mehr für die 3. Liga melden. Aus diesem Grund verlor sein Vertrag seine Gültigkeit und er verließ den Verein.
Albutat unterschrieb daraufhin im Sommer 2022 einen Einjahresvertrag bei FC Schalke 04 für dessen zweite Mannschaft in der Regionalliga West, welcher im Februar 2023 bis Sommer 2025 verlängert wurde. Ab der Saison 2023/24 fungierte er als Mannschaftskapitän der Schalker U23. Im September 2024 übernahm sein Trainer Jakob Fimpel interimsweise die Profimannschaft und nominierte ihn in seinem ersten Spiel in der 2. Bundesliga für den Spieltagskader. Er kam dabei jedoch nicht zum Einsatz. Mit Ablauf seines Vertrages nach dem Ende der Saison 2024/25 beendete er seine Spielerkarriere.

### Nationalmannschaft
Im März und April 2010 lief Albutat in drei Partien für die deutsche U-18-Nationalmannschaft auf.

## Erfolge
- Aufstieg in die 2. Bundesliga (2): 2015, 2017 (beide MSV Duisburg)
  - als Meister der 3. Liga: 2017
- Niederrheinpokalsieger: 2017
- Deutscher A-Junioren-Pokalsieger: 2011 (SC Freiburg)